# 1988年3月18日の日食

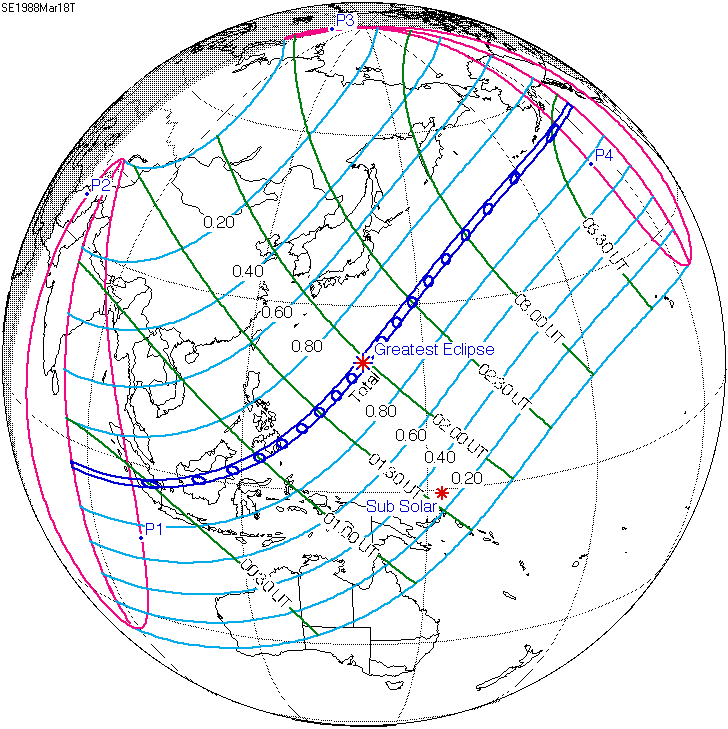

1988年3月18日の日食は、1988年3月18日に観測された日食である。インドネシアとフィリピンで皆既日食が観測され、アジア中東部、オセアニア北西部、北アメリカ北西部で部分日食が観測された。

## 通過した地域
皆既帯が通過した地域が主に海であり、この皆既日食が見えた陸地は全て島で、インドネシアのスマトラ島とカリマンタン、フィリピンのミンダナオ島及び周辺の小さな島だった。
また、皆既日食が見えなくても、部分日食が見えた地域は南アジアのほとんど（北西部を除く）、東南アジア、アフガニスタン東部、東アジアのほとんど（中国新疆ウイグル自治区イリ・カザフ自治州北西部の国境地帯とモンゴル人民共和国の極西端を除く）、オーストラリア西部と北部、メラネシア北西部、ミクロネシア中西部、ハワイ諸島の北西部、ソ連東部の約半分（現在のロシア東部の約半分と中央アジア南東部）、アメリカのアラスカ州、カナダ西部だった。そのうちほとんどが国際日付変更線の西にあり、3月18日に日食が見え、残りの部分では3月17日に見えた。

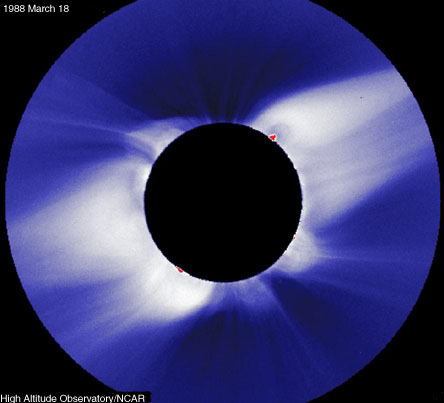
フィリピンで撮られたヘルメット・ストリーマ（この皆既日食は太陽極小期の前後にある）

## 観測
フィリピンで多くの科学者と観光客と記者が皆既帯に行って皆既日食を観測した。ジェネラル・サントスなどの観光局もそれを機に観光を促進した。当時フィリピンの大統領である、アジア初の女性大統領コラソン・アキノも現地で初めて皆既日食を見た。